# ليبو موتيبا
ليبو موتيبا (بالإنجليزية: Lebo Mothiba) هو لاعب كرة قدم جنوب أفريقي في مركز الهجوم ولد في يوم 28 يناير 1996 في جوهانسبيرغ في جنوب أفريقيا، يلعب حالياً مع نادي ليل في فرنسا وسبق له اللعب مع نادي فالنسيان ونادي ديامبارز في السنغال وماميلودي صن داونز في جنوب أفريقيا، في سنة 2018 بدأ باللعب مع منتخب جنوب أفريقيا لكرة القدم ويبلغ طوله 181 سم.

## روابط خارجية
- ليبو موتيبا على موقع الاتحاد الأوربي (الإنجليزية)
- ليبو موتيبا على موقع رابطة كرة القدم الفرنسية للمحترفين (الإنجليزية)
- ليبو موتيبا على موقع قاعدة بيانات كرة القدم.إي يو (الإنجليزية)
- ليبو موتيبا على موقع ليكيب (الفرنسية)
- ليبو موتيبا على موقع ناشيونال فوتبول تيمز (الإنجليزية)
- ليبو موتيبا على موقع Soccerbase.com (لاعب) (الإنجليزية)
- ليبو موتيبا على موقع Soccerway.com (الإنجليزية)
- ليبو موتيبا على موقع عالم كرة القدم.نت (الإنجليزية)
- ليبو موتيبا على موقع أوليمبيديا (الإنجليزية)
- ليبو موتيبا على موقع AS.com (الإسبانية)